# Champs-Élysées – Clemenceau
Champs-Élysées - Clemenceau – stacja 1. i 13. linii metra w Paryżu. Stacja znajduje się w 8. dzielnicy Paryża.  Na linii 1 została otwarta 17 lipca 1900 r, a na linii 13 - 18 lutego 1975. Perony stacji są położone pod Avenue des Champs-Élysées i placem Georges'a Clemenceau.